# Blowin' in the Wind
〈Blowin' in the Wind〉는 1962년 밥 딜런이 작곡한 곡으로 싱글곡으로 1963년 《The Freewheelin' Bob Dylan》에 발매되었다. 비록 그것이 민중가요로 묘사되었지만, 그것은 평화, 전쟁, 그리고 자유에 대한 일련의 수사적인 질문들을 제기한다.
1994년에 이 노래는 그래미 명예의 전당에 헌액되었다. 2004년에 그것은 《롤링 스톤》의 "가장 위대한 500곡" 목록에서 14위에 올랐다.

## 기원 및 초기 반응
딜런은 원래 이 곡을 2개 악절 버전으로 작곡하고 공연했는데, 1962년 4월 16일 거즈 포크 시티에서 열린 이 곡의 첫 공개 공연은 딜런 수집가들 사이에서 녹음되어 유포되었다. 이 공연 직후, 그는 이 노래에 중절을 추가했다. 일부 발표된 가사 버전은 2, 3절의 순서를 뒤바꾸는데, 딜런이 적절한 순서로 새 사본을 작성하기보다는 단순히 중절을 자신의 원고에 첨부했기 때문인 것으로 보인다. 이 곡은 1962년 5월, 피트 시거가 창간하고 주제곡에 전념한 잡지 《브로드사이드》 6호에 처음으로 실렸다. 테마는 우디 거스리의 자서전인 《영광을 향하여》의 한 구절에서 따온 것인지도 모른다. 거스리는 그의 정치적 감수성을 뉴욕시 거리와 골목길의 바람에 부는 신문들에 비유했다. 딜런은 거스리의 작품을 확실히 잘 알고 있었고, 그가 그것을 읽은 것은 그의 지적, 정치적 발전에 중대한 전환점이 되었다.
딜런은 1963년 5월에 발매된 두 번째 음반 《The Freewheelin' Bob Dylan》에 수록하기 위해 1962년 7월 9일 〈Blowin' in the Wind〉를 녹음했다.

## 참여 인원
- 밥 딜런 – 기타, 하모니카, 보컬